# كأس روسيا لكرة القدم 2000–01
كأس روسيا لكرة القدم 2000–01 (بالروسية: Кубок России по футболу 2000/2001)‏ هو الموسم 9 من كأس روسيا لكرة القدم. أقيم خلال الفترة 29 مارس 2000 وحتى 20 يونيو 2001، وأشرف على تنظيمه اتحاد روسيا لكرة القدم، وكان عدد الأندية المشاركة فيه 143، وفاز فيه لوكوموتيف موسكو.